# Богданово (Поляновское сельское поселение)
Богданово — деревня в Вяземском районе Смоленской области России. Входит в состав Поляновского сельского поселения. Население — постоянных 2 жителя (2016).
Расположена в восточной части области в 4 км к юго-западу от Вязьмы, в 3 км севернее автодороги Р134 «Старая Смоленская дорога» Смоленск — Дорогобуж — Вязьма — Зубцов. В 1 км южнее деревни расположена железнодорожная станция Гредякино на линии Москва — Минск.

## История
В годы Великой Отечественной войны деревня была оккупирована гитлеровскими войсками в октябре 1941 года и почти полностью сожжена, освобождена в марте 1943 года.